# تشكيل كهرومغناطيسي
التشكيل الكهرومغناطيسي هو نوع من أنواع التشكيل اللاتقليدي عن طريق معدل طاقة عالي، يتم فيه التشكيل على البارد بصورة سريعة جداً أو على شكل نبضة، ولا يكون هناك تلامس على الشغلة ويجب أن تكون الشغلة لها توصيلية كهربية عالية، ويتم استخدام الألومنيوم والنحاس غالباً.

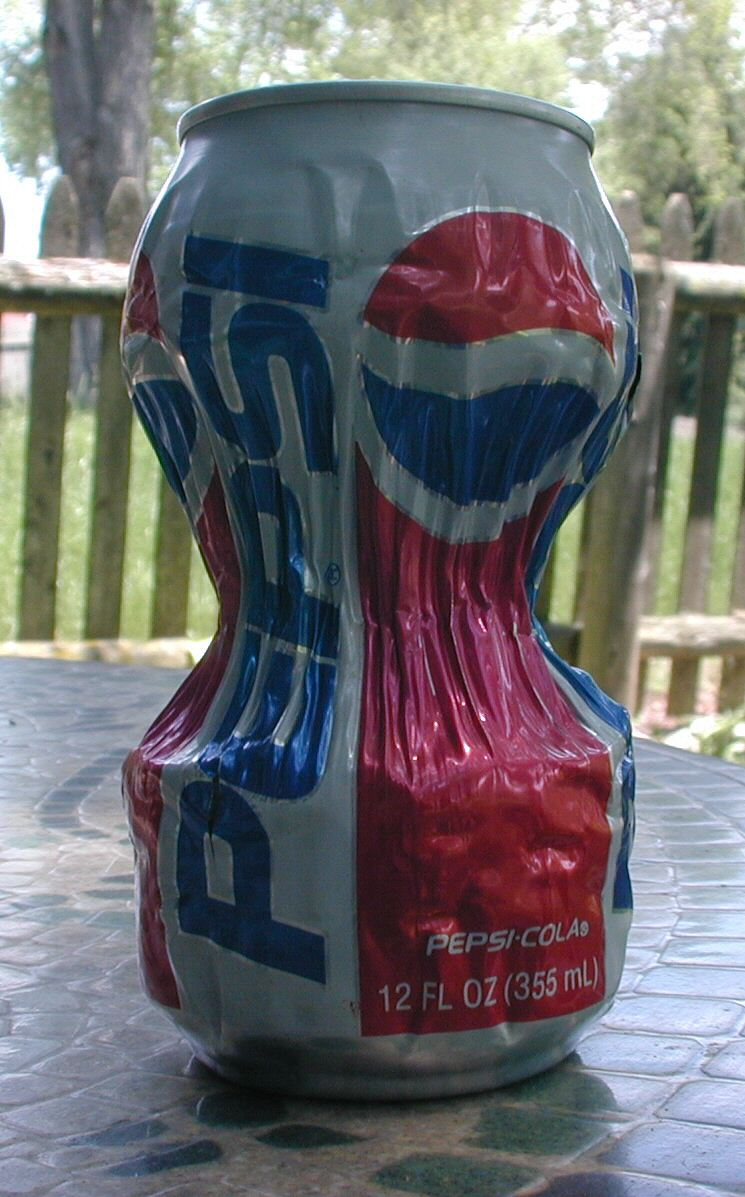
عبوة ألومنيوم تم تشكيلها عن طريق مجال كهرومغناطيسي متولد من تمرير شحنة مقدارها 2 كيلو جول خلال ملف

## شرح العملية
يحدث التشكيل بناءً على قانون لينز، حيث يتم توليد مجال كهرومغناطيسي نبضي حول الشغلة، فيحدث تولد للتيار الكهربي داخل الشغلة وهذا التيار المتولد يقوم بدوره بتوليد مجال مغناطيسي نبضي في الشغلة يكون معاكس في الإتجاه للمجال الكهرومغناطيسي الأصلي؛ فيرغم أجزاء الشغلة على التشكل.

## أنواع التشكيل
على حسب طريقة وضع الملف والشغلة بالنسبة لبعضهم يمكن تنفيذ ثلاث عمليات:
1. الضغط أو التضييق بحيث يكون الملف حول شغلة على شكل أنبوبة فيتم تقليل قطر الأنبوبة.
2. التوسيع، وهو عكس التضييق، بحيث يكون الملف داخل شغلة على شكل أنبوبة فيتم زيادة قطر الأنبوبة.
3. التشكيل الإيطاري أو تشكيل الألواح، و هو يختلف عن العمليتين السابقتين في أنه يتم استخدامه للألواح وليس الأنابيب حيث يكون الملف على شكل فطيرة ويتم استخدام اسطمبة للتحكم في شكل المنتج النهائي.

## المميزات
- لا يوجد تلامس وبالتالي لا يوجد احتكاك فلن يكون هناك حاجة لتزييت أو تشحيم الشغلة.
- تحسين التشكيلية في درجة حرارة الغرفة.
- تلاشي التجعيد بدرجة كبيرة.
- تقليل الأرتداد بدرجة كبيرة.
- عمل سماحات صغيرة للأبعاد.
- استخدام اسطمبات خفيفة الوزن ورخيصة الثمن.

## المساوئ
- لا يمكن تشكيل المواد عازلة التوصيل للكهرباء بشكل مباشر، لكن يجب وضع صفيحة موصلة للكهرباء على الشغلة لكي تتشكل الصفيحة وبدروها تُشكل الشغلة.
- لابد من وضع اعتبارات للسلامة وتنفيذها بحرص، بسبب استخدام تيار وجهد كهربي عالي جداً.
- لا يمكن تشكيل الشغلات كبيرة الحجم بسهولة، وذلك بسبب صعوبة تصميم ملفات كبيرة جداً.
- أقصي قوة ضغط ناتجة تساوي 340 ميجابسكال فقط، مما يتيح إمكانية تشكيل الشغلات ذات السمك النحيف فقط.
- غير صالحة لعمليات السحب العميق.

## التطبيقات
يستخدم غالبًا في توسيع أو تضييق الأنابيب الأسطوانية.
وعمومًا يمكن استخدامه في إجبار الصفائح المعدنية على التشكل داخل أسطمبة محددة الشكل لإنتاج منتجات بالشكل المطلوب كهيكل مصابيح السيارات أو أبواب السيارات.

## حساب القوة اللازمة
يتم تحديد قوة الضغط الكهرومغناطيسية المطلوبة للحصول على الشكل المطلوب، بناءً على إجهاد خضوع المادة المراد تشكليها، وسمكها، وقطرها الخارجي حيث:
{\displaystyle P={\frac {2\sigma _{y}tN}{D_{o}}}}
P:الضغط، σ:إجهاد الانفعال، t:السمك، D:القطر الخارجي
N: معامل ضربي قيمته تتراوح من 2 إلى 10، يتم إضافته بسبب تأثير القصور الناتج من معدل الاستطالة العالي للعملية.
مثال
ما هو مقدار قوة الضغط الكهرومغناطيسية اللازمة لتشكيل أنبوبة قطرها الخارجي يساوي 100 مم وسمكها يساوي 2 مم مصنوعة من الصلب المعتدل 1015 (إجهاد الانفعال يساوي 284.4 ميجا بسكال)؟
الحل
بفرض أن معامل معدل الاستطالة N=10
إذا بالتعويض في المعادلة
{\displaystyle P={\frac {2*284.4*2*10}{100}}=113.76MPa}